# Комсомольський парк (Севастополь)
Комсомольський парк ім. Героя Радянського Союзу Марії Байди, або Дитячий парк, Центральний дитячий парк Севастополя — парк у Ленінському районі міста Севастополя.

## Опис
Комсомольський парк розташований у центрі міста у балці Одеський яр, що є продовженням Артилерійської бухти.
У довоєнний період тут був Одеський чи, як його називали, Міський яр.
Після Другої Світової війни, під час доброустрою міста, балку було вирішено засипати та впорядкувати, створивши там зелену зону. Парк створювався багато в чому активним зусиллям місцевих комсомольців, завдяки чому він і отримав свою назву. Вони працювали замість будівельної техніки, вручну забираючи важкі валуни та привозячи землю.
З 1970-х років парк є улюбленим місцем сімейного відпочинку.
У 2005 році парк отримав доповнення назви на честь Героїні Радянського Союзу Марії Байди — активної учасниці оборони міста 1941—1942 років. та почесної громадянки Севастополя.
У народі називається також «Дитячим парком» у зв'язку з тим, що в ньому розташована велика кількість дитячих атракціонів.